# مارکو زونو
مارکو زونو (انگلیسی: Marco Zunno؛ زادهٔ ۵ مهٔ ۲۰۰۱) بازیکن فوتبال است.